# L'Esquive
L'Esquive (francès: L'esmunyedissa) és una pel·lícula dramàtica francesa del 2003 francesa dirigida per Abdellatif Kechiche i protagonitzada per Sara Forestier. Va guanyar el César a la millor pel·lícula, César a la millor direcció, César al millor guió original o adaptació i Actriu més prometedora.
La pel·lícula es va rodar a Seine-Saint-Denis en 6 setmanes a l'octubre i novembre de 2002.

## Argument
Un grup d'adolescents de les urbanitzacions dels suburbis de París practiquen un passatge de l'obra Le Jeu de l'amour et du hasard de Marivaux per la seva classe de francès. Abdelkrim, o Krimo, que inicialment no actua a l'obra, s'enamora de la Lídia. Per intentar seduir-la, accepta el paper d'Arlequin i s'incorpora a l'assaig. Però la seva timidesa i la seva incomoditat li impedeixen participar en l'obra i tenir èxit amb la Lídia.

## Repartiment
A part de Sara Forestier, molts dels actors d'aquesta pel·lícula no tenien experiència en el cinema i van ser reclutats específicament per a la pel·lícula.
- Osman Elkharraz com a Krimo
- Sara Forestier com a Lydia
- Sabrina Ouazani com a Frida
- Nanou Benhamou com a Nanou
- Hafet Ben-Ahmed com a Fathi, el millor amic de Krimo
- Aurélie Ganito com a Magalie, la xicota de Krimo (va trencar al començament de la pel·lícula)
- Carole Franck com el professor francès
- Hajar Hamlili com a Zina
- Rachid Hami com a Rachid / Arlequin
- Meryem Serbah com a mare de Krimo
- Hanane Mazouz com a Hanane
- Sylvain Phan com a Slam
- Olivier Loustau, Rosalie Symon, Patrick Kodjo Topou, Lucien Tipaldi com a policia
- Reinaldo Wong com a El modisto
- Nu Du, Ki Hong, Brigitte Bellony-Riskwait, Ariyapitipum Naruemol, Fatima Lahbi

## Recepció
L'Esquive va obtenir un 79% d'aprovació a Rotten Tomatoes i un 71/100 a Metacritic.

## Premis
A la 30a cerimònia dels Premis César (2005) va guanyar quatre premis: César a la millor pel·lícula, César a la millor direcció, César al millor guió original o adaptació i Actriu més prometedora. També va participar al Festival de Cinema de Belfort Entrevues, on va guanyar el premi a la millor pel·lícula francesa. També va participar en la XXV edició de la Mostra de València, on va obtenir la menció a la millor interpretació femenina.